# Kripparrian
Octavian Morosan (sinh ngày 30 tháng 6 năm 1987), thường được biết đến nhiều hơn với biệt danh Kripparrian, là một streamer trên kênh Twitch. Anh ấy được biết đến như là một game thủ cũng như là một streamer nổi tiếng, anh chơi các tựa game Diablo III, World of Warcraft và nổi bật nhất là Hearthstone: Heroes of Warcraft, chiến thắng giải thưởng "Streamer Hearthstone được yêu thích", "Kênh stream tiếp cận được nhiều người nhất" và đứng thứ hai trong hạng mục "Kênh có lượt xem trung bình cao nhất" của Giải thưởng Stream do Blizzard tổ chức vào năm 2014. Vào tháng 6 năm 2017, anh đạt được hơn một triệu người theo dõi trên Twitch; đến tháng 7 năm 2021, con số đã lên tới hơn 1,4 triệu người theo dõi.

## Danh hiệu

### Diablo III
Kripparrian trở nên rất nổi tiếng khi hoàn thành được trò chơi Diablo III với độ khó "Inferno" (độ khó cao nhất vào thời điểm đó) cùng người bạn Krippi của mình chỉ sau 1 tháng kể từ khi trò chơi được phát hành. Thành tích này đạt được trước khi bản cập nhật 1.0.3 được tung ra với mục đích giúp trò chơi dễ hơn, và còn đáng kinh ngạc hơn là hai người chơi này thậm chí còn sử dụng cả nhân vật "Hardcore", có nghĩa là nếu nhân vật của họ chết trong game, họ sẽ mất nhân vật đó vĩnh viễn và phải chơi lại từ đầu.

### World of Warcraft
Kripparrian là một game thủ World of Warcraft trước khi bắt đầu sự nghiệp streamer. Anh được biết đến là người đầu tiên hoàn thành Thử thách Người sắt (Ironman Challenge), cũng như nằm trong danh sách người chơi Thợ săn (Hunter) DPS hàng đầu trong thời gian đó.
Vào giữa năm 2010, Kripparrian gây được lượng sát thương trên giây (DPS) cao nhất đối với chất tướng Hunter trong trò chơi nổi tiếng này.

### Hearthstone
Kripparrian được biết đến nhiều hơn khi anh stream trò chơi Hearthstone và tham gia vào giải đấu Innkeeper's Invitational Hearthstone tại BlizzCon vào năm 2013. Trong trò chơi, anh đã đạt đến "Cấp độ Huyền thoại", cấp độ xếp hạng cao nhất trong trò chơi vào tháng 8 năm 2015. Tuy nhiên, Kripparrian nổi tiếng nhất với việc chơi ở chế độ Arena trong trò chơi này với việc giành vô số chiến thắng liên tiếp bất kể bộ bài trong tay là gì. Anh chính là người đã tiên phong cho phong cách chọn bài trong chế độ Arena của Hearthstone và cũng thu hút được vô số lượt xem từ người hâm mộ nhờ sự vui tính và nỗ lực không ngừng trong trò chơi để tạo ra những bộ bài độc đáo. GamesRadar đã đưa kênh Twitch của Kripparrian vào danh sách kênh stream người dùng nên theo dõi.
AmazHS, Kripparrian và Frodan cũng được lựa chọn để bình luận tại giải đấu chung kết thế giới bộ môn Hearthstone vào năm 2015.
Stream của anh đạt được khoảng 13.000 người xem mỗi lượt đăng tải. Anh cũng có một kênh YouTube riêng với hơn 965.000 lượt theo dõi và hàng trăm nghìn lượt xem mỗi video đăng tải. Vào tháng 1 năm 2017, anh đứng đầu trong danh sách 100 người dẫn đầu chế độ Arena tại khu vực Bắc Mỹ trong trò chơi ngay trong tháng đầu tiên.

## Cuộc sống cá nhân
Kripparrian theo học đại học ngành Vật lý và Toán học. Sau khi bỏ học giữa chừng, anh làm nghề kỹ thuật viên máy tính trước khi bắt đầu sự nghiệp streamer.
Kripparrian cho biết anh là người ăn chay. Anh kết hôn với Rania, một cô gái người Hy Lạp vào năm 2014. Hiện tại, họ đang cùng nhau chung sống tại Canada. Rania cũng rất thường xuyên stream trên kênh Twitch và đôi khi hay xuất hiện trong các video của Kripp.

## Liên kết bên ngoài
- Kênh nl_Kripp trên Twitch
- Kênh  trên YouTube

Bản mẫu:Hearthstone
Sự kiện thể thao đang diễn ra Team SoloMid